# Логика отношений
Логика отношений — направление в логике, принимающее за основу теории умозаключений такое учение о суждении, согласно которому связь между субъектом и предикатом не исчерпывается введённым ещё Аристотелем отношением принадлежности или непринадлежности предиката субъекту (по формуле «S есть (не есть) P»), а опирается на более широкую совокупность отношений между предметами.
За основу простого суждения в логике отношений берётся совокупность двух мыслимых предметов, связанных каким–либо отношением. Формула такого суждения записывается так:
aRb,
где a есть первый член суждения, b – второй член, называемый объектом отношения, а R – знак отношения между субъектом и объектом.
Соответственно этому и суждение расчленяется на три части: Субъект суждения, отношение и объект суждения. Логик  Поварнин С.И.  логикой отношений называет ту логику, которая принимает трёхчастное расчленение суждений ( два предмета мысли и отношение между ними) и в то же время допускает, что основным отношением может быть всякого рода отношение.
Под основным отношением суждения он понимал отношение
логическое – например:
- A > B, B > C , значит A > C;
- A = B, B = C , значит A = C;

и «вещественное», реальное - например:
- отношение причинное, временное, пространственное и т.д.:
- А причина В, В причина С, значит А причина С;
- А раньше В,  В раньше С, значит А раньше С;
- А выше В, В выше С, значит А выше С.